# Rörhöna
Rörhöna (Gallinula chloropus) är en fågel i familjen rallar som förekommer i Europa, Asien och Afrika. Den liknar sothönan med huvudsakligen svart fjäderdräkt, men har vita sidor på undre stjärttäckarna och rött på näbb och pannsköld, ej vitt. Rörhönan hittas i våtmarker och vasskantade dammar, åar och sjöar, där den oftast håller sig dold, även om den kan uppträda orädd på vissa platser. Den mycket lika arten amerikansk rörhöna behandlades tidigare som en del av rörhönan, men urskiljs numera som egen art på grund av framför allt genetiska och lätesmässiga skillnader.

## Utseende och läte
Rörhönan är 31–33 cm lång och har ett vingspann på 49–53 cm. Utseendet är distinkt med genomgående mörk fjäderdräkt förutom breda vita sidor på undre stjärttäckarna, vita streck längs kroppssidorna, gulgröna ben, röd näbb och näbbsköld, och gul näbbspets. Näbbskölden når långt upp. Tårna är långa och kantade med en smal hudsöm. Juvenilerna är gråbruna med vit haka.
Rörhönan har ett typiskt knyckigt rörelsemönster och håller ofta stjärten ganska högt när den går. Den har en rad olika läten, bland annat gurglande "kjorrrl!", skarpa "ki-keck" och spruckna "kreck-kreck-kreck" som upprepas långa stunder, även nattetid i flykten.
Den amerikanska rörhönan (G. galeata), tidigare behandlad som underart, är till utseendet närapå identisk, men har något mindre gult på näbbhalvan och pannskölden sträcker sig högre upp och är mer tvärt avskuren. Ungfågeln är vidare gulare på näbb och ben, och är mörkare rökgrå i ansiktet och på halsen. Dess skrattande läten skiljer sig markant från rörhönans.

## Utbredning och systematik
Rörhönan förekommer i Europa, Asien och Afrika. De nordligare häckpopulationerna flyttar vintertid till mer tempererade områden. Den delas numera upp i fem underarter med följande utbredning:
- vanlig rörhöna[7] Gallinula chloropus chloropus – häckar i Palearktis; övervintrar så långt söderut som Arabiska halvön och södra Kina
- Gallinula chloropus meridionalis – förekommer i Afrika söder om Sahara och på St. Helena
- Gallinula chloropus pyrrhorrhoa – förekommer på Madagaskar, Réunion, Mauritius och på ögruppen Komorerna
- Gallinula chloropus orientalis – förekommer i Seychellerna, Andamanerna, Malackahalvön, Indonesien och Filippinerna
- Gallinula chloropus guami – förekommer på de nordliga öarna av Marianerna: Guam, Saipan, Tinian och Pagan

### Släktskap
Tidigare behandlades amerikansk rörhöna (Gallinula galeata) som en del av rörhönan, men har getts artstatus på grund av framför allt lätesmässiga och genetiska skillnader där rörhönan i begränsad mening är mer avlägset släkt med galeata än med goughrörhönan (G. comeri) och mörk rörhöna (G. tenebrosa). Den senare har även den behandlats som en del av rörhönan, men de båda arterna häckar sympatriskt där deras utbredningsområden möts.
Genetiska studier har också visat att rörhönsen traditionellt placerade i Gallinula inte är varandras närmaste släktingar. Den afrikanska arten mindre rörhöna är istället systerart till både Gallinula-rörhönsen och sothönsen i Fulica och har därför flyttats till det egna släktet Paragallinula. Vidare står den sydamerikanska fläcksidiga rörhönan egentligen närmast sumphönsen i Porzana och har även den lyfts ut till ett eget släkte, Porphyriops.

### Förekomst i Sverige
I Sverige förekommer den talrikast från Skåne till Uppland och vidare i mindre antal till Dalarna och norrut utmed Östersjökusten. Den var sällsynt ända in på 1880-talet, men är numera talrikare. Flertalet flyttar söderut på vintern.

## Ekologi
Rörhönan lever vid vassrika stränder av sjöar, åar, dammar och i våtmarker. Den lever av en mängd olika växtmaterial och mindre vattenlevande djur som den födosöker i närheten av vatten eller i vattnet. Ibland tippar den kroppen framåt och snappar, eller betar efter växtmaterial under vattnet. Den håller sig ofta dold men kan på vissa platser uppträda ganska orädd.
Rörhönan bygger ett korgformat bo som den placerar direkt på marken i tät vegetation. Den första kullen, som läggs på vårkanten består vanligtvis av åtta ägg men kan variera från sex till tio stycken. När den lägger en andra kull består den ofta av fem till åtta, eller färre, ägg. Äggen är grågula med mörkare mindre fläckar. Samma bo kan återanvändas av olika honor. Båda föräldrarna ruvar äggen i cirka tre veckor och tar sedan hand om ungarna. Ungarna blir flygga efter 40–50 dagar, blir vanligtvis självständig några veckor senare och kan lägga sin egen första kull redan året därpå. När ungarna känner sig hotade kan de klättra upp på sina föräldrar och föräldrarna kan då sällsynt flyga iväg kortare sträckor med ungarna.

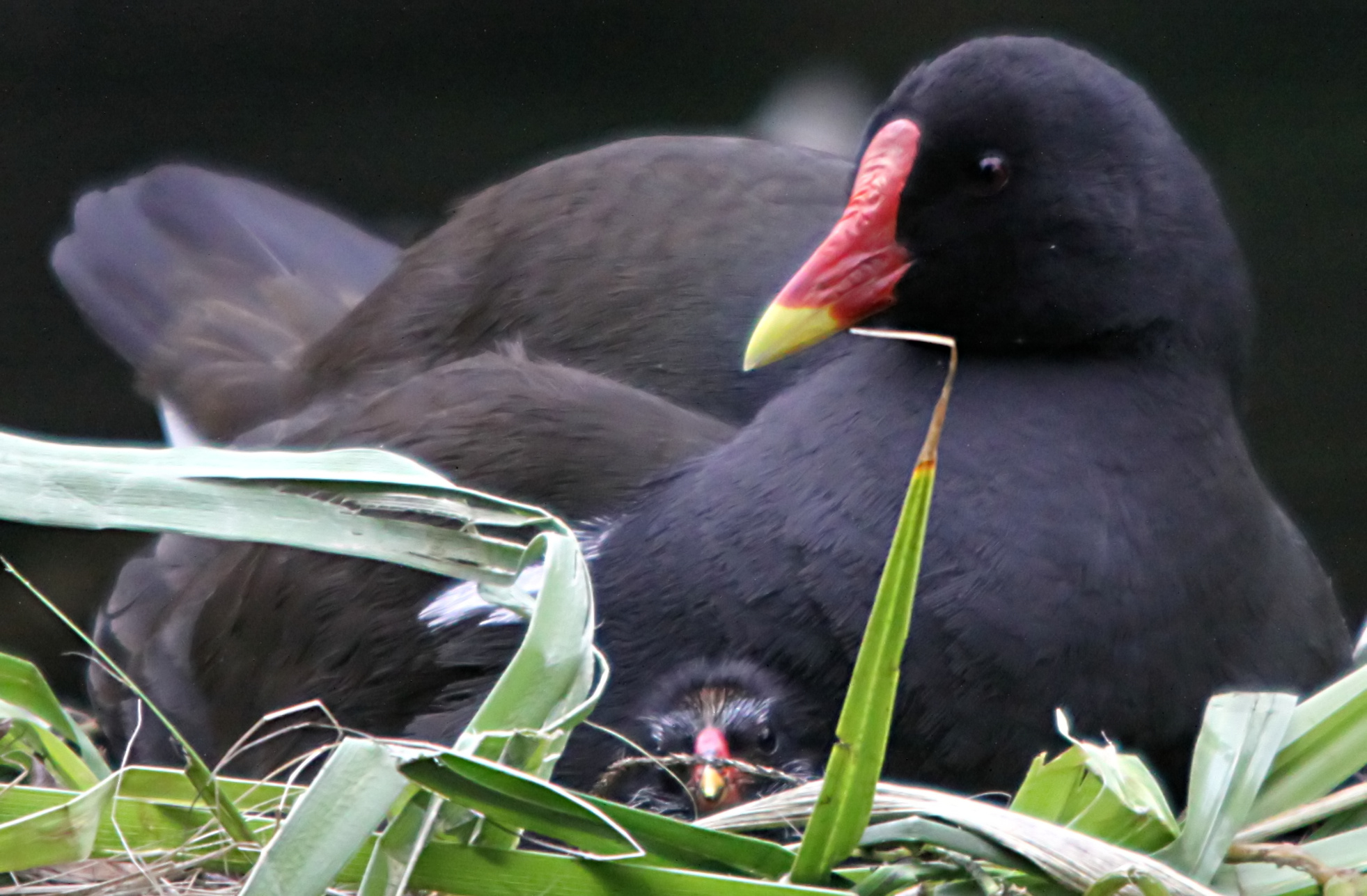
Rörhöna med dununge.

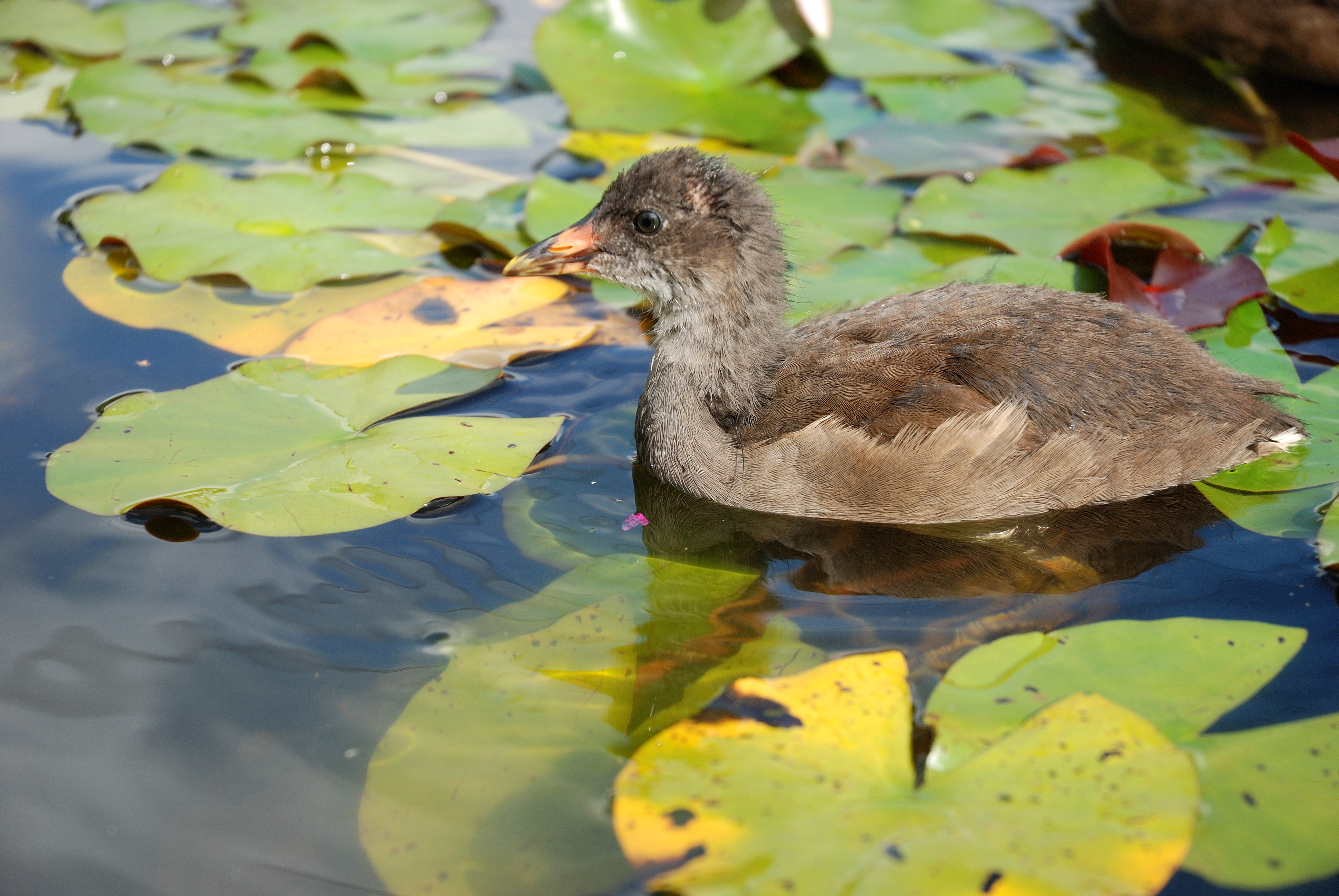
Juvenil rörhöna av nominatformen chloropus.

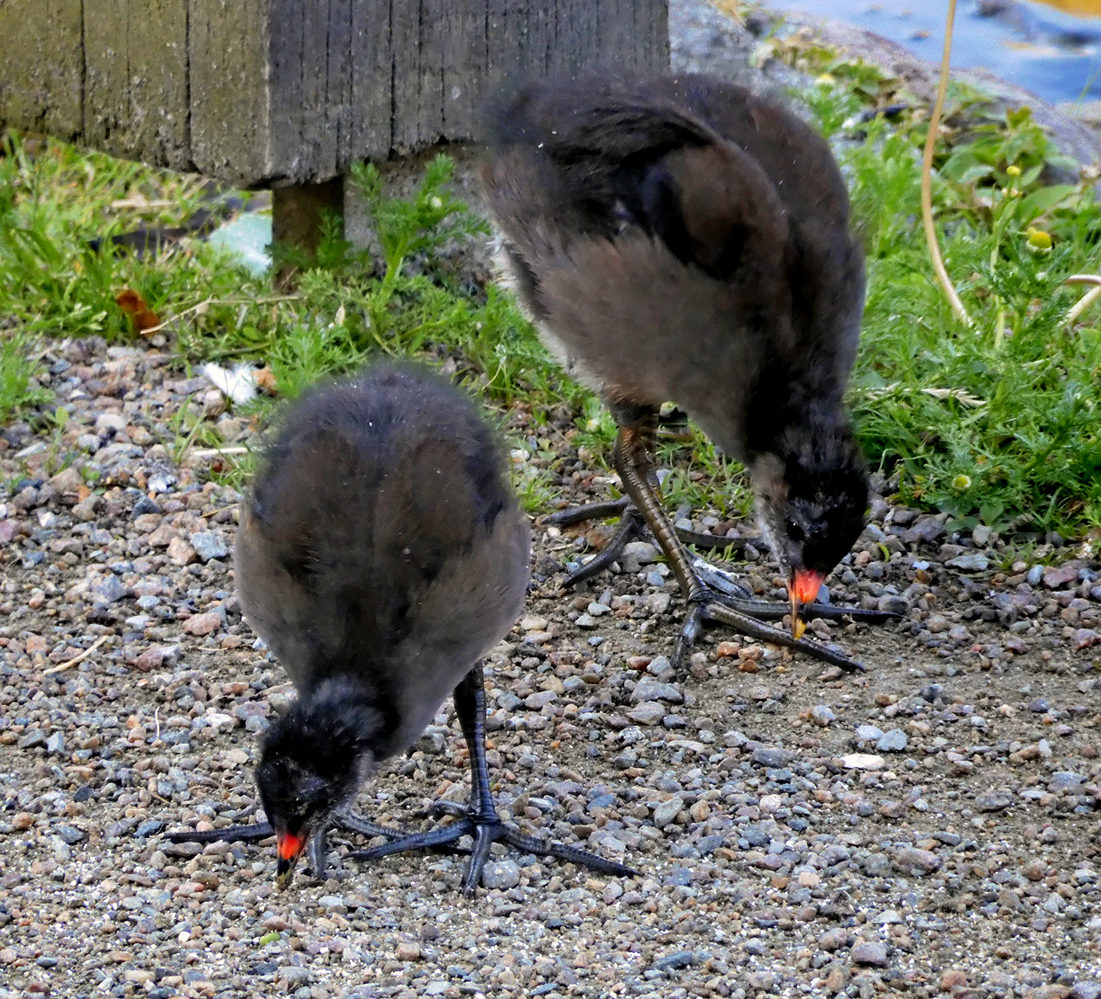
Födosökande ungfåglar.

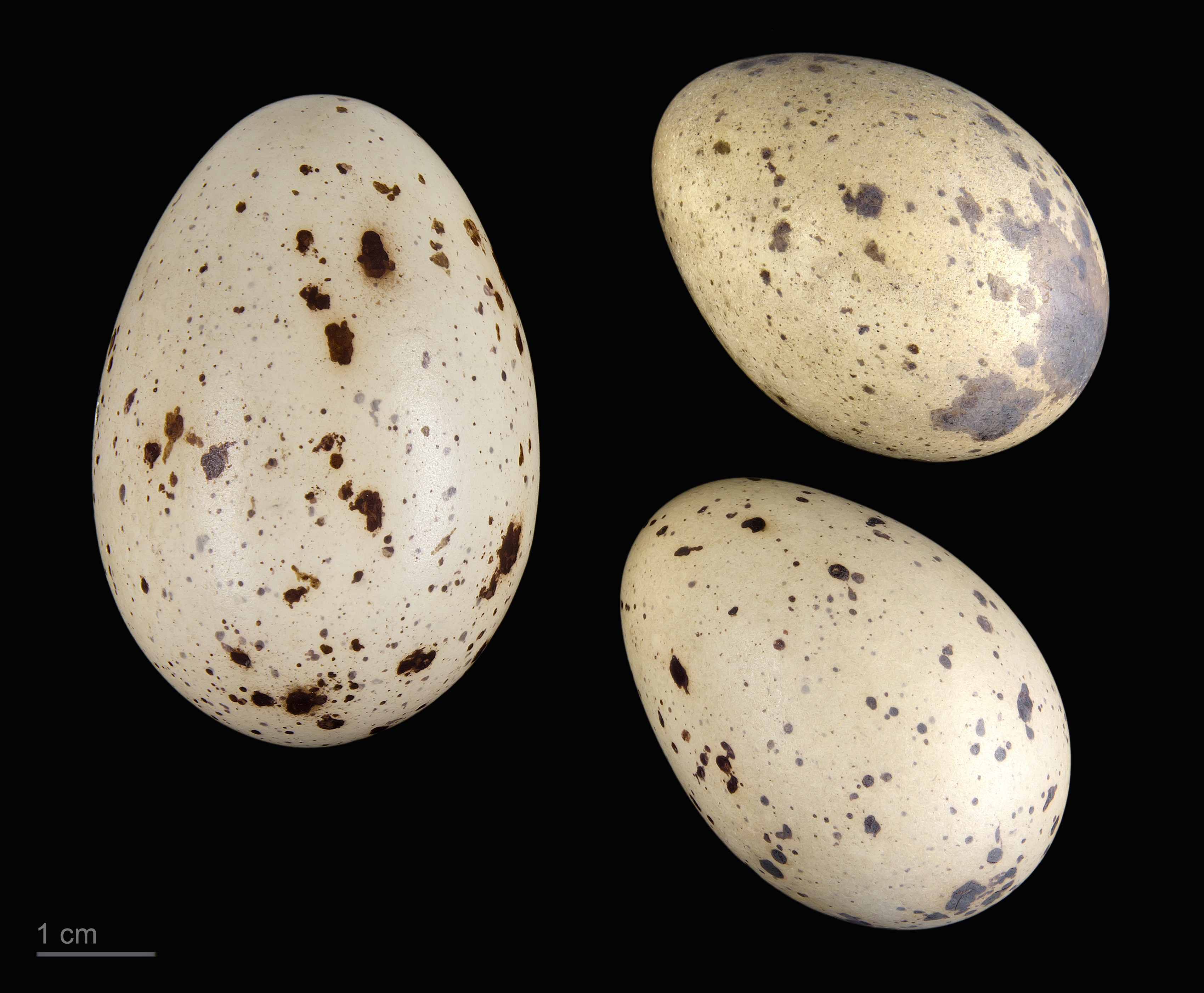
Rörhönans ägg.

## Hot och status
Rörhönan har ett mycket stort utbredningsområde och en mycket stor global population som uppskattas till mellan 3 900 000 och 8 100 000 individer. Den globala utvecklingstrenden är okänd men trots detta bedöms den inte vara hotad utan IUCN kategoriserar den som livskraftig (LC).
I Sverige är populationen livskraftig och stabil. Beståndet uppskattas till mellan 5 000 och 7 400 häckande individer.